# دهستان گوسارلینگ
دهستان گوسارلینگ (به لاتین: Gosarling Gewog) یک دهستان در کشور بوتان است که در ناحیهٔ تسیرنگ واقع شده‌است.